# Lingula (arma)
La lingula era una spada in dotazione all'esercito romano, dall'età regia fino alla prima età repubblicana.
Riconoscibile dalla forma a foglia di salice della lama, era lunga circa 50–60 cm, ed era progettata per colpire sia di punta che di taglio.
La sua forma permetteva di concentrare il peso della lama sulla parte alta, aumentando l'efficacia del colpi di taglio.
Sicuramente di origine greca, dove spade simili, come lo xiphos, erano utilizzate dagli opliti fin dall'età del bronzo, venne gradualmente sostituita nel corso del IV secolo a.C. dal gladius hispaniensis, come arma principale del legionario romano.